# Szapsk
Szapsk – wieś sołecka w Polsce położona w województwie mazowieckim, w powiecie płońskim, w gminie Raciąż.
| SIMC    | Nazwa         | Rodzaj    |
| ------- | ------------- | --------- |
| 1057195 | Szapsk-Błonie | część wsi |
| 1057203 | Szapsk-Budki  | część wsi |

W latach 1975–1998 miejscowość administracyjnie należała do województwa ciechanowskiego.
Wierni Kościoła rzymskokatolickiego należą do parafii św. Małgorzaty w Gralewie.